# 福井県道801号永平寺福井自転車道線
福井県道801号永平寺福井自転車道線（ふくいけんどう 801 ごう えいへいじふくい じてんしゃどうせん）は、福井県吉田郡永平寺町鳴鹿山鹿を起点に、福井市渕町に至る一般県道で、総延長26.1kmの自転車道（自転車歩行者専用道路）である。1975年（昭和50年）10月31日に認定された。通称「ファインロード」。

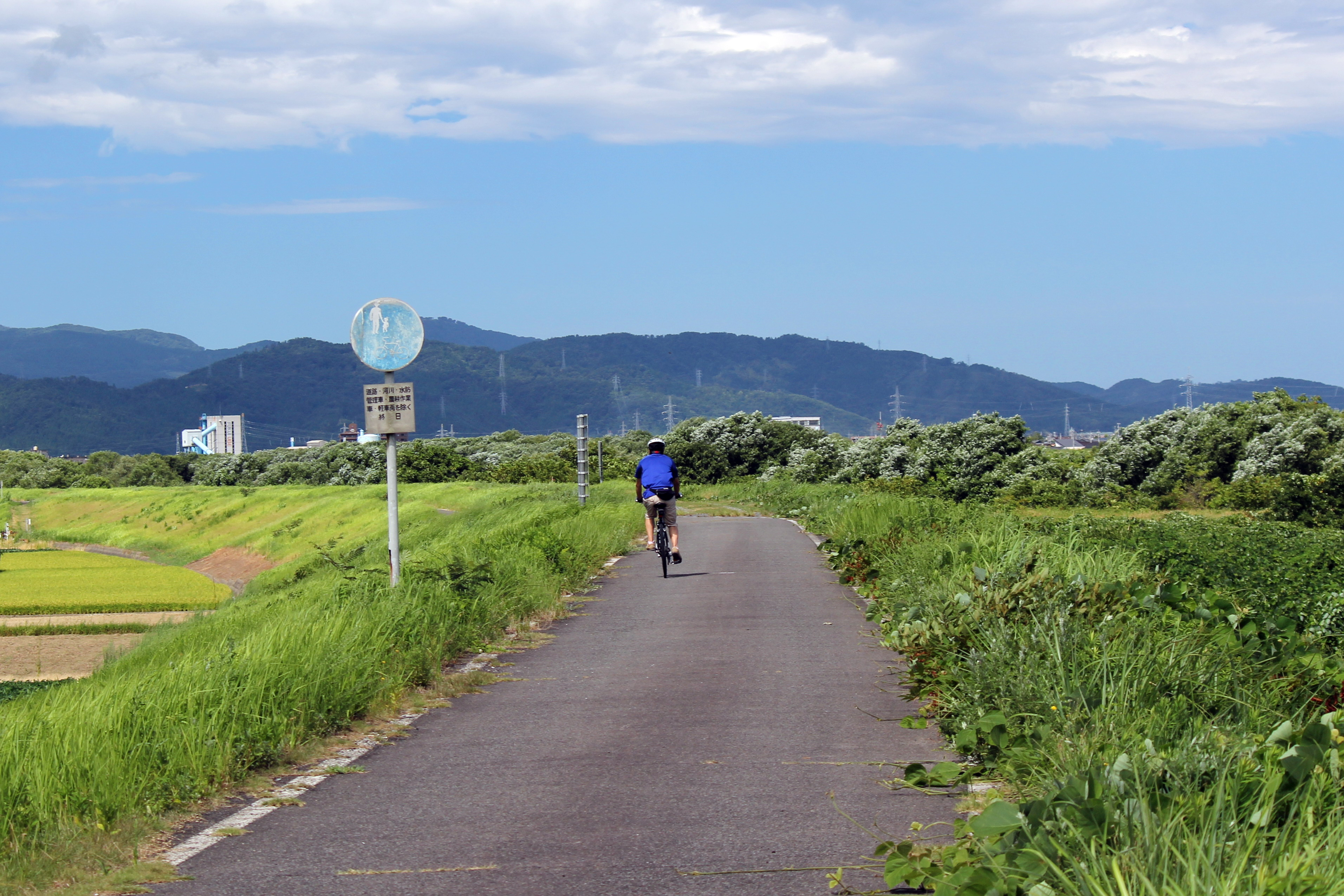
永平寺福井自転車道 福井大橋付近

## 通過する市町村
- 福井県
  - 吉田郡永平寺町 - 坂井市 - 吉田郡永平寺町 - 福井市

## 接続道路
- 国道364号
- 国道416号
- 福井県道251号本郷福井線

## 沿線
- 京福電気鉄道永平寺線跡 - 起点対岸側のえちぜん鉄道勝山永平寺線永平寺口駅から永平寺方面が永平寺町の自転車道「永平寺参ろーど」として整備されている。
- 九頭竜川
- 福井県総合グリーンセンター
- 福井大学松岡キャンパス（医学部：旧福井医科大学）
- 福井県立大学永平寺キャンパス
- 福井大橋
- 福井県立武道館
- 日野川
- 福井運動公園
- 国道8号
- 足羽山

## 別名
- ファインロード（永平寺町、坂井市、福井市）